# Province de Cañete
Pour les articles homonymes, voir Cañete.
La province de Cañete (en espagnol : Provincia de Cañete) est l'une des neuf provinces de la région de Lima, dans le centre du Pérou. Son chef-lieu est la ville de San Vicente de Cañete.
Cañete est devenu depuis la capitale folklorique de la culture negro-criolla (noire-créole) du Pérou. Son festival du Arte Negro est très réputé pour ses spectacles de musique et de danses, parmi lesquelles la fameuse danse de l'Alcatraz.

## Géographie
La province couvre une superficie de 4 577,16 km2. Elle est limitée au nord par la province de Lima et la province de Huarochirí, à l'est par la province de Yauyos, au sud par la région d'Ica et à l'ouest par l'océan Pacifique.

## Population
La population de la province s'élevait à 200 662 habitants en 2007.

## Subdivisions
La province de Cañete est divisée en seize districts :
- Asia
- Calango
- Cerro Azul
- Chilca
- Coayllo
- Imperial
- Lunahuaná
- Mala
- Nuevo Imperial
- Pacarán
- Quilmaná
- San Antonio
- San Luis
- San Vicente de Cañete
- Santa Cruz de Flores
- Zúñiga